# Веско Ешкенази
Веселин Пантелеев-Ешкенази, още известен като Веско Ешкенази (на английски: Vesko Eschkenazy), е световноизвестен български цигулар. Неговият по-малък брат е диригентът Мартин Пантелеев.

## Биография
Роден е на 3 март 1970 г. в София в семейството на музиканти. Баща му е първи кларнетист в Софийската филхармония, а майка му е виолистка в оркестъра на Софийската опера и балет. Принос за избора му на музикалното поприще имала неговата баба Виолета, която е от еврейски произход. На 11-годишна възраст Ешкенази става концертмайстор на Детско-юношеската филхармония на проф. Влади Симеонов. Завършва Националното музикално училище „Любомир Пипков“ и Държавната музикална академия „Панчо Владигеров“. Там негови преподаватели по цигулка са проф. Петър Христосков и Ангелина Атанасова, които формират Ешкенази като музикант. Ангелина Атанасова впоследствие става негова съпруга и майка на двамата им сина Артур и Виктор. Голямо влияние върху младия музикант оказва и проф. Ифра Нийман от лондонския Гилдхол Скул, където Веско Ешкенази завършва двегодишен майсторски клас и през 1992 г. получава диплома за соло изпълнител.
Лауреат е на международните конкурси в Пекин, „Виенявски“ (Полша) и „Карл Флеш“ (Лондон). Бил е солист на Английския кралски филхармоничен оркестър и Лондонската филхармония, оркестрите на Монте Карло и Мексико Сити. От 1995 г. Ешкенази свири в дуо с пианиста Людмил Ангелов. През 1999 г., само на 29 години, българинът е концертмайстор на световноизвестния Кралски Концертгебау оркестър в Амстердам, в който са дирижирали Едвард Григ, Густав Малер и Вилем Менгелберг.
Свири на една сцена с изпълнители като Алексис Вайсенберг, Пласидо Доминго, Минчо Минчев, Монсерат Кабайе, сър Колин Дейвис, Карло-Мария Джулини, Бернард Хайтинк, Емил Чакъров, Рикардо Шайи, Юрий Башмет, Мстислав Ростропович.
От лятото на 2000 г. Ешкенази свири на цигулката „Гуарнери дел Джезу“, произведена през 1738 г. и предоставена му от фондация към Дойче Банк, Амстердам. Цигулката е със запазен оригинален корпус, притежание на анонимен дарител.
През 2010 г. Веско Ешкенази е обявен в България за „Музикант на годината“.

## Обществена дейност
Ешкенази участва в множество благотворителни инициативи. След преждевременната смърт на съпругата му от рак на гърдата, се включва в инициатива за ранна превенция на заболяването, като заснема клип с песента „Вечеряй, Радо“ с лични моменти от съвместния им живот.

## Участия
- 49-о издание на „Международния фестивал на камерната музика“, Пловдив – 2013 г. Концерт на Веско Ешкенази – цигулка в дуо с Людмил Ангелов – пиано[3].